# Garabito birodalma

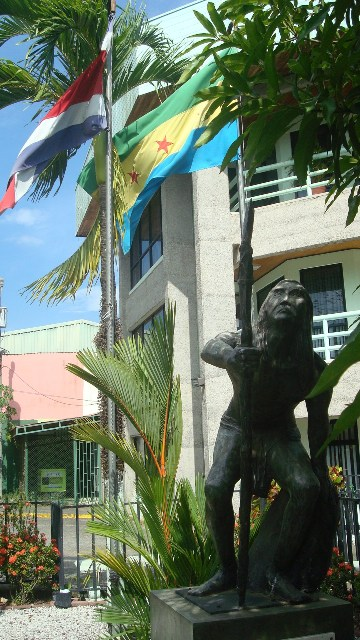
Garabito szobra a Garabito kantoni városháza előtt

Garabito király birodalma egy hatalmas terület volt, amelyet Garabito huetár király irányított, és amely Costa Rica középső völgyének nagy részét magában foglalta a Virilla folyótól (természetes határa a szintén huetárok által alapított, de kisebb Keleti Huetár Királyság) a mai San Josétól az Atlanti-óceánig, az ország mai északi részén (Alajuela, Grecia és San Carlos). Garabito birodalma magába olvasztotta a Nyugati huetár Királyságot, ahol több népcsoport, mint a coyoche, abacara, Chucasque, cobobici (valószínűleg corobicí), cobux, jurustí és barva területe is a birodalom uralma alá került, valamint több olyan népcsoport is élt a királyság szomszédságában, amelyek adófizetői lettek, de területük nem olvadt be Garabito birodalmába; botosz, tises és catapas.
Bár fővárosának pontos helye ismeretlen, feltételezések szerint San Ramónban lehetett, annak közelében, ahol a király hadjáratokat indított a botoszok ellen. A birodalom versenytársa volt a szintén hatalmas Nicoya Királyságnak is, amely nem a huetárokkal rokon csorotega, hanem az oto-mangueaia nyelvcsalád más népeitől származott, és amely a másik legnagyobb őslakos államot építette ki Costa Ricán a spanyolok megérkezése előtt.
A birodalom másik ellensége a nikaraó nép volt, amely behatolt és letelepedett a birodalom területének egy részén, és kiszorította a Bagacesban élő huetárokat, ami törzsi háborút eredményezett a két nép között.
Garabito heves ellenállást tanúsított a spanyol hódítókkal szemben, jelentősen késleltetve a gyarmatosítást, és sok fejfájást okozva a spanyol kormányzóknak, például Juan de Cavallónnak és Vázquez de Coronadónak, de végül legyőzték, és területét a spanyolok Garabito tartomány néven Costa Rica kormányzóságához csatolták.

## Fordítás
Ez a szócikk részben vagy egészben  a   Garabito Empire című angol Wikipédia-szócikk ezen változatának fordításán alapul.  Az eredeti cikk szerkesztőit annak laptörténete sorolja fel. Ez a jelzés csupán a megfogalmazás eredetét és a szerzői jogokat jelzi, nem szolgál a cikkben szereplő információk forrásmegjelöléseként.